# Château de Dubovac
Le château de Dubovac est un château situé dans la ville de Karlovac en Croatie.

## Historique
Sa tour carrée date probablement du XIIIe siècle. Au XVIe siècle, il est reconstruit dans un style Renaissance.
Ses propriétaires furent nombreux, on y trouve entre autres des nobles de Slavonie, des ducs et comtes de Croatie. De 1671 à 1809, ses propriétaires furent les généraux de Karlovac. En 1837, Laval Nugent von Westmeath le reconstruit dans un style romantique, il est rénové en 1952.
De nos jours, le château a été reconverti en hôtel, les dégradations faites à l'intérieur pour transformer les chambres sont maintenant réparées.

## Galerie

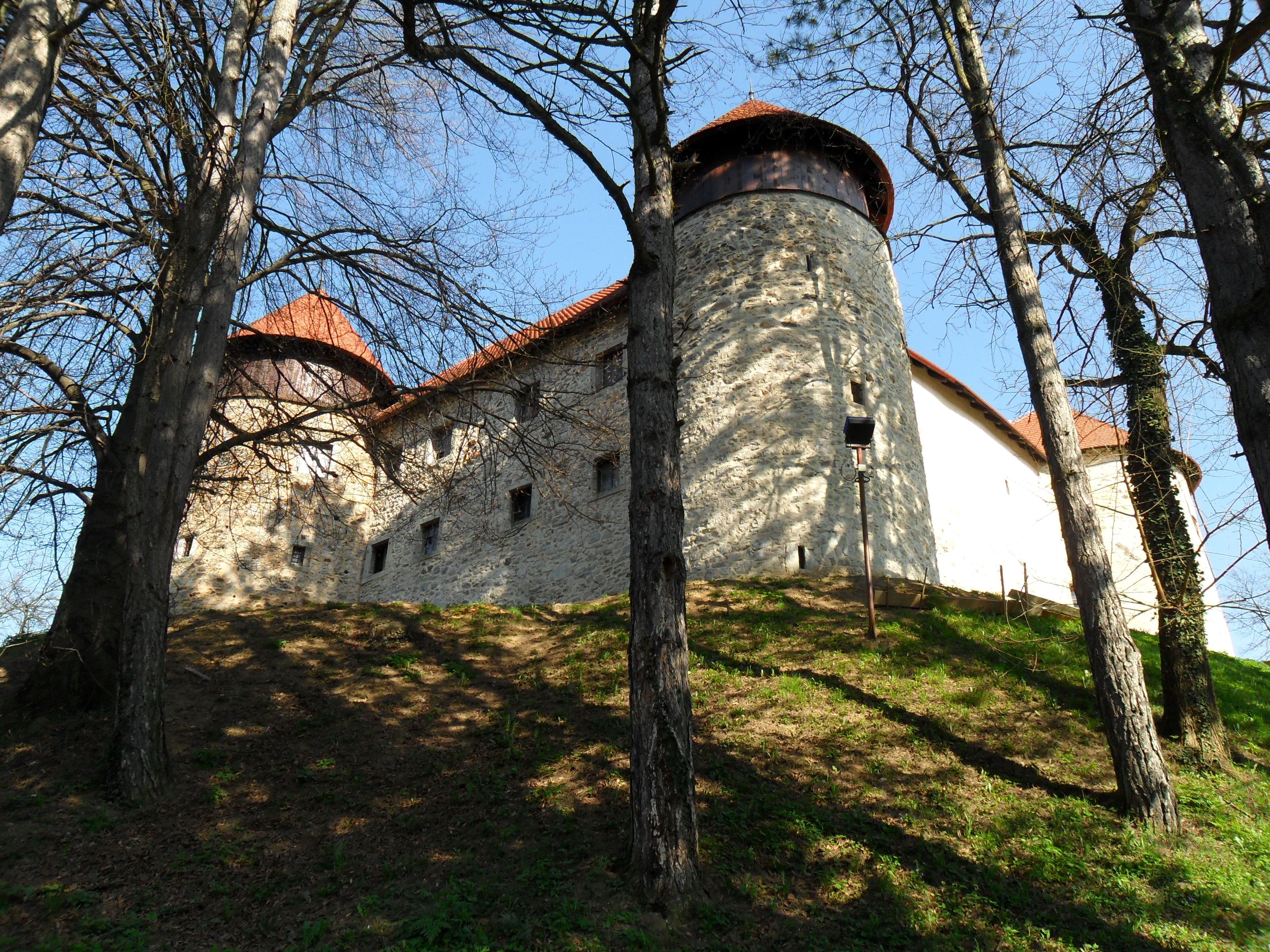
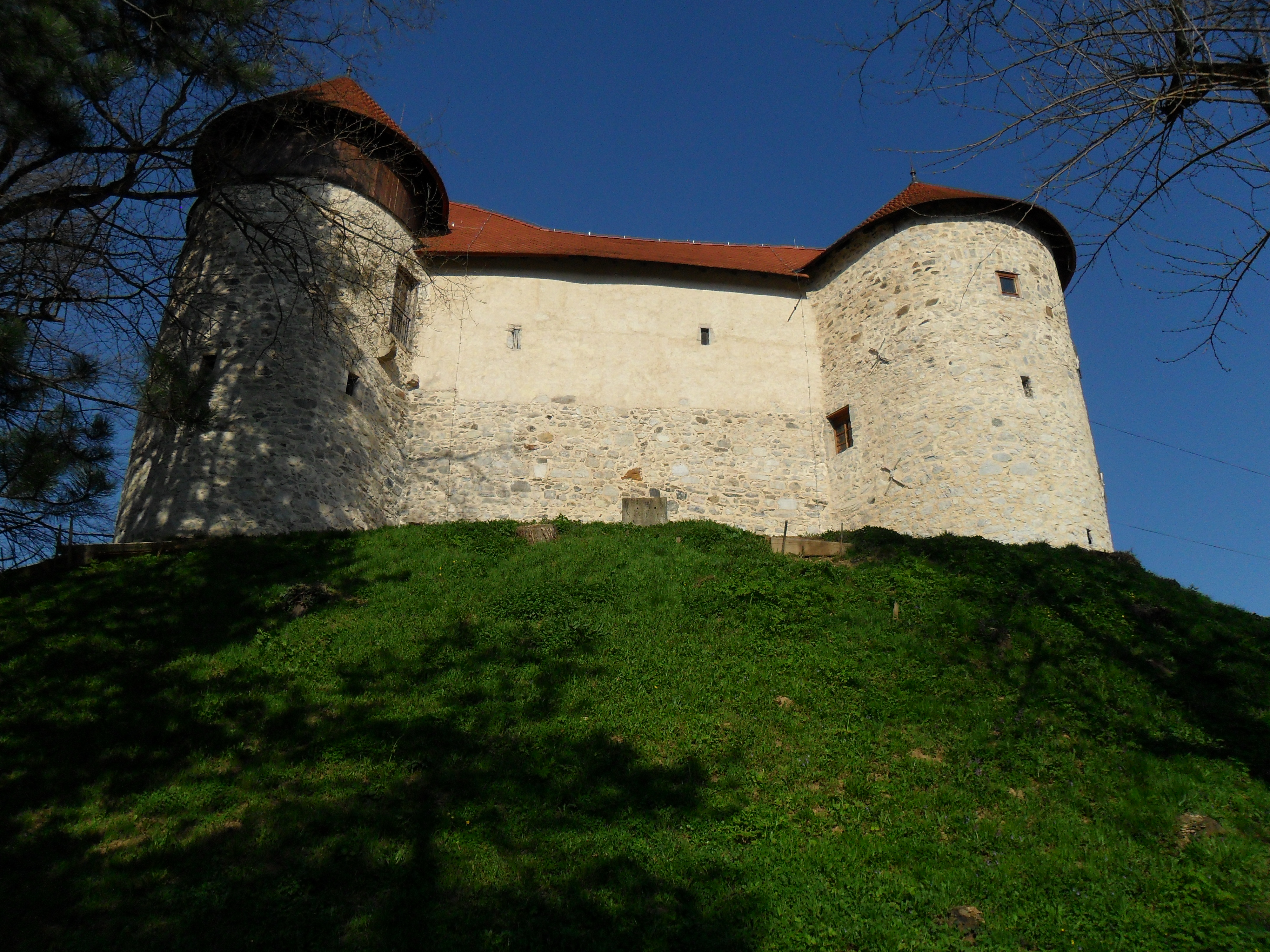
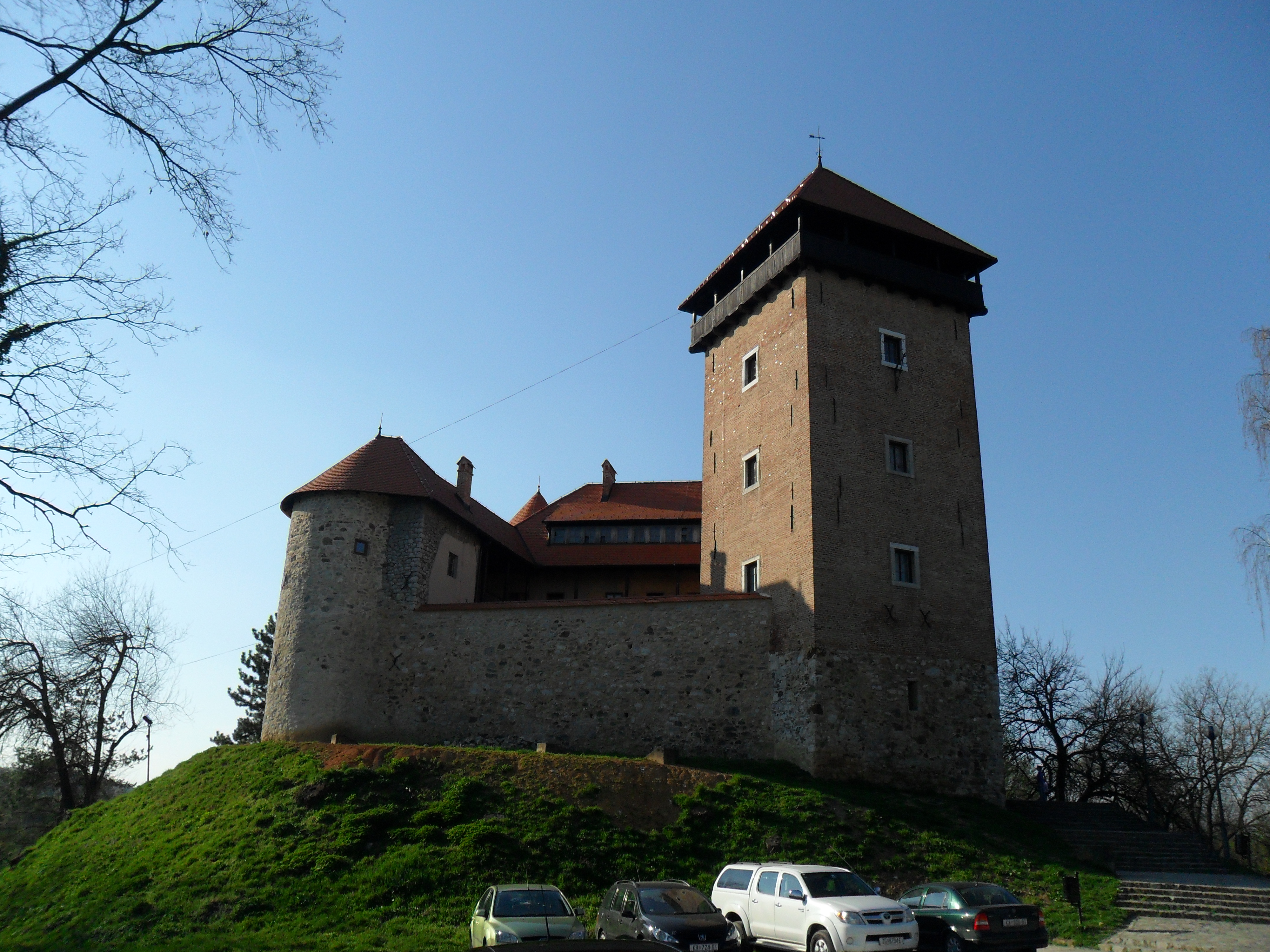
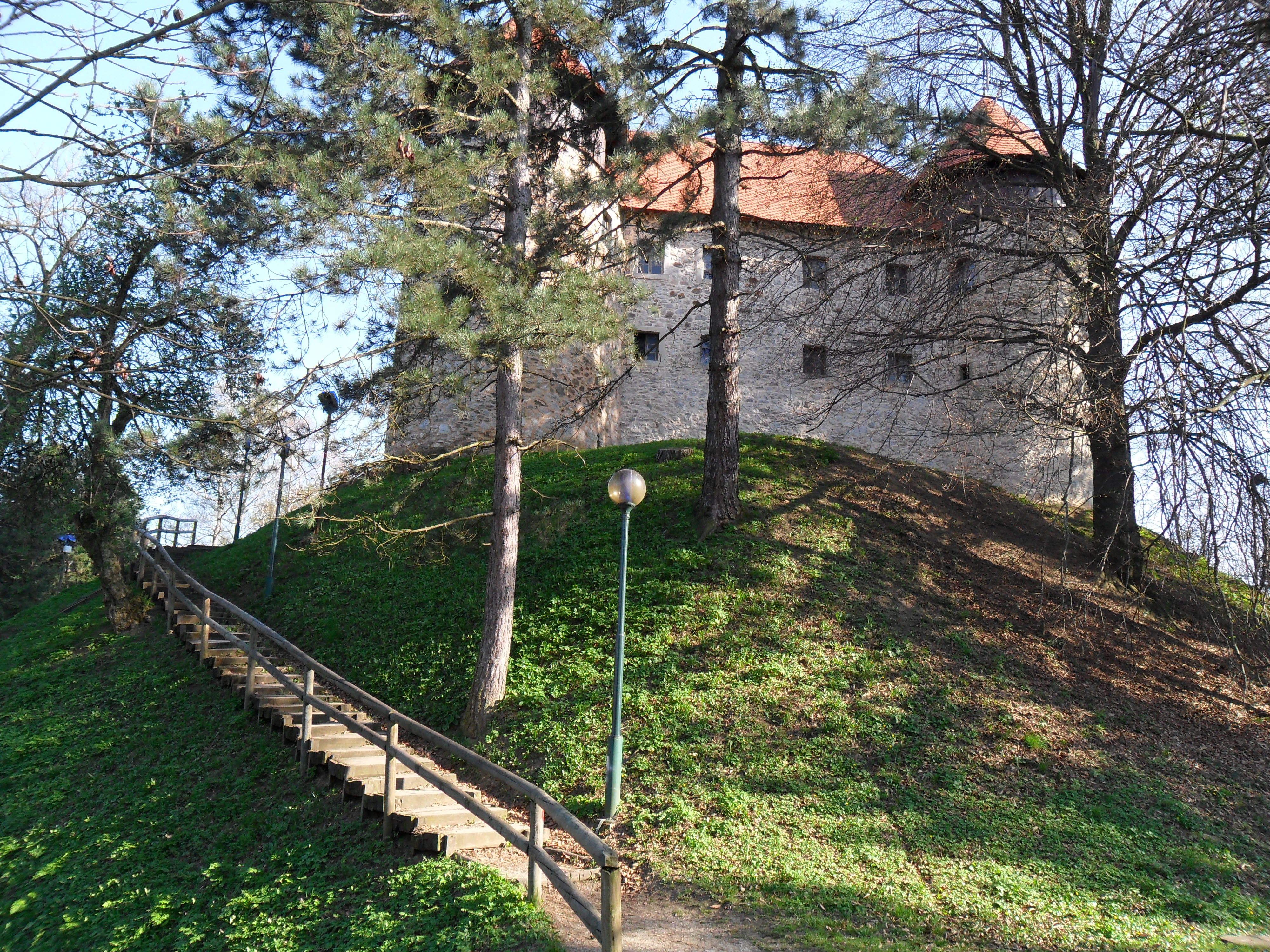
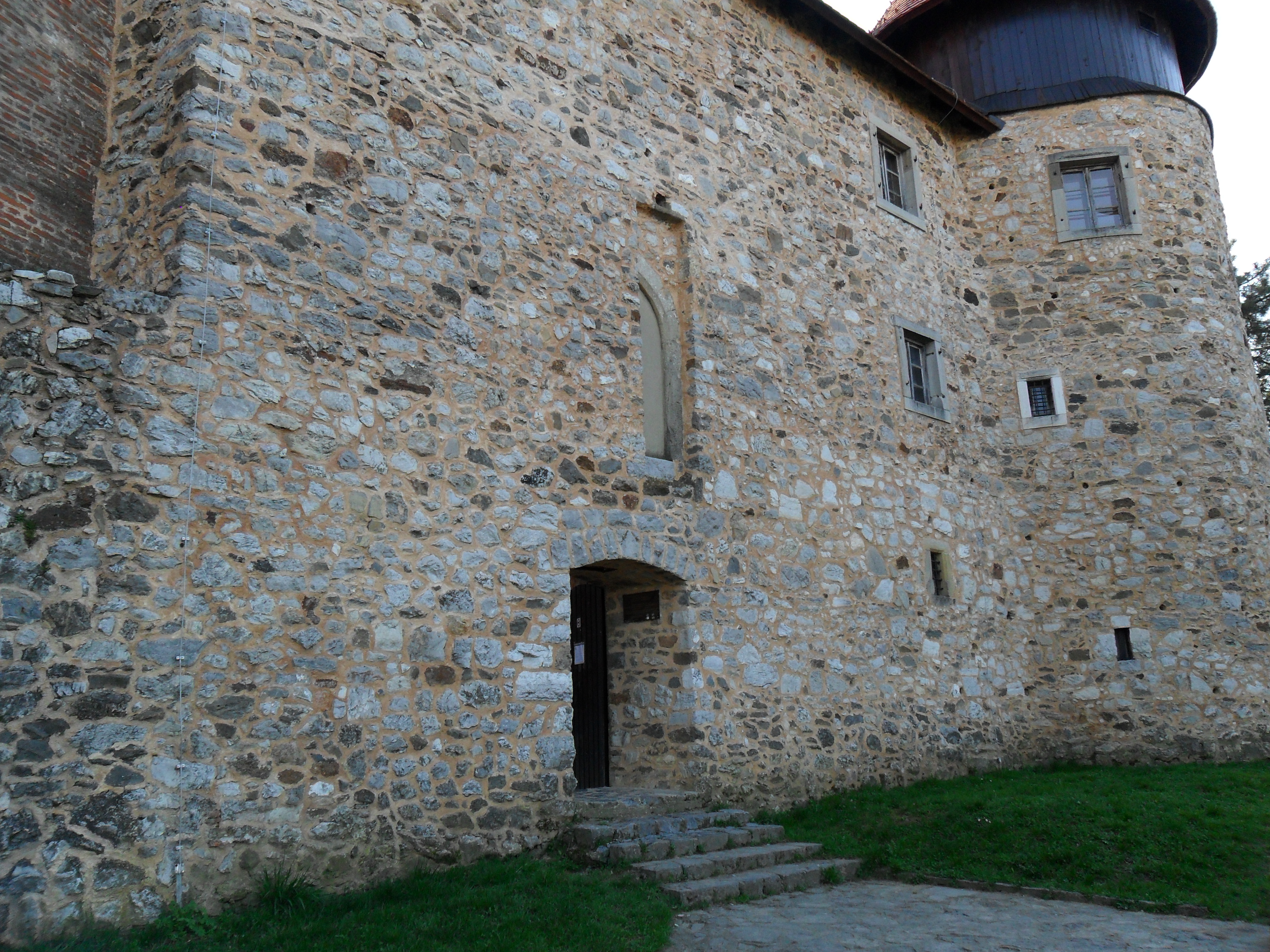
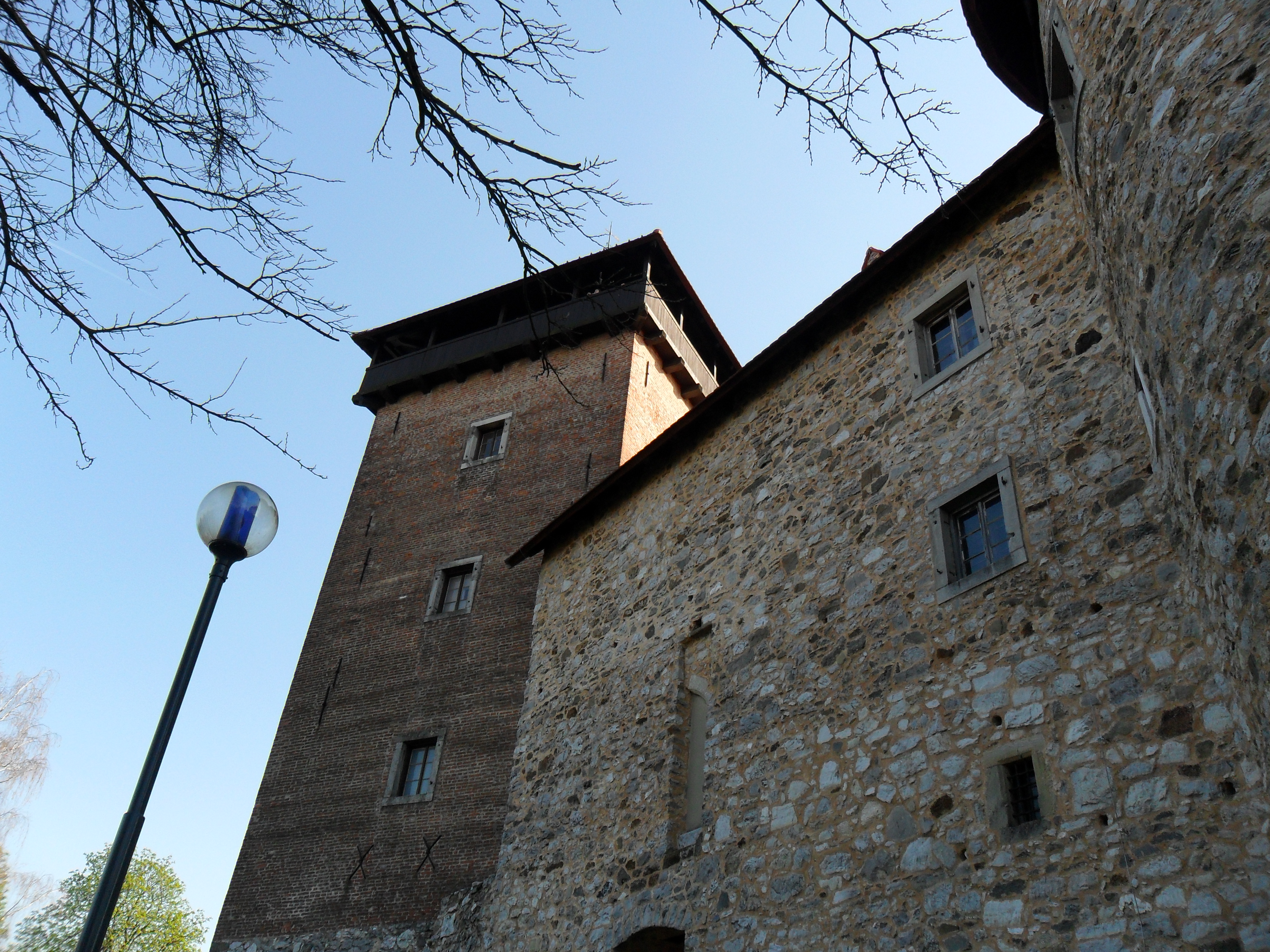
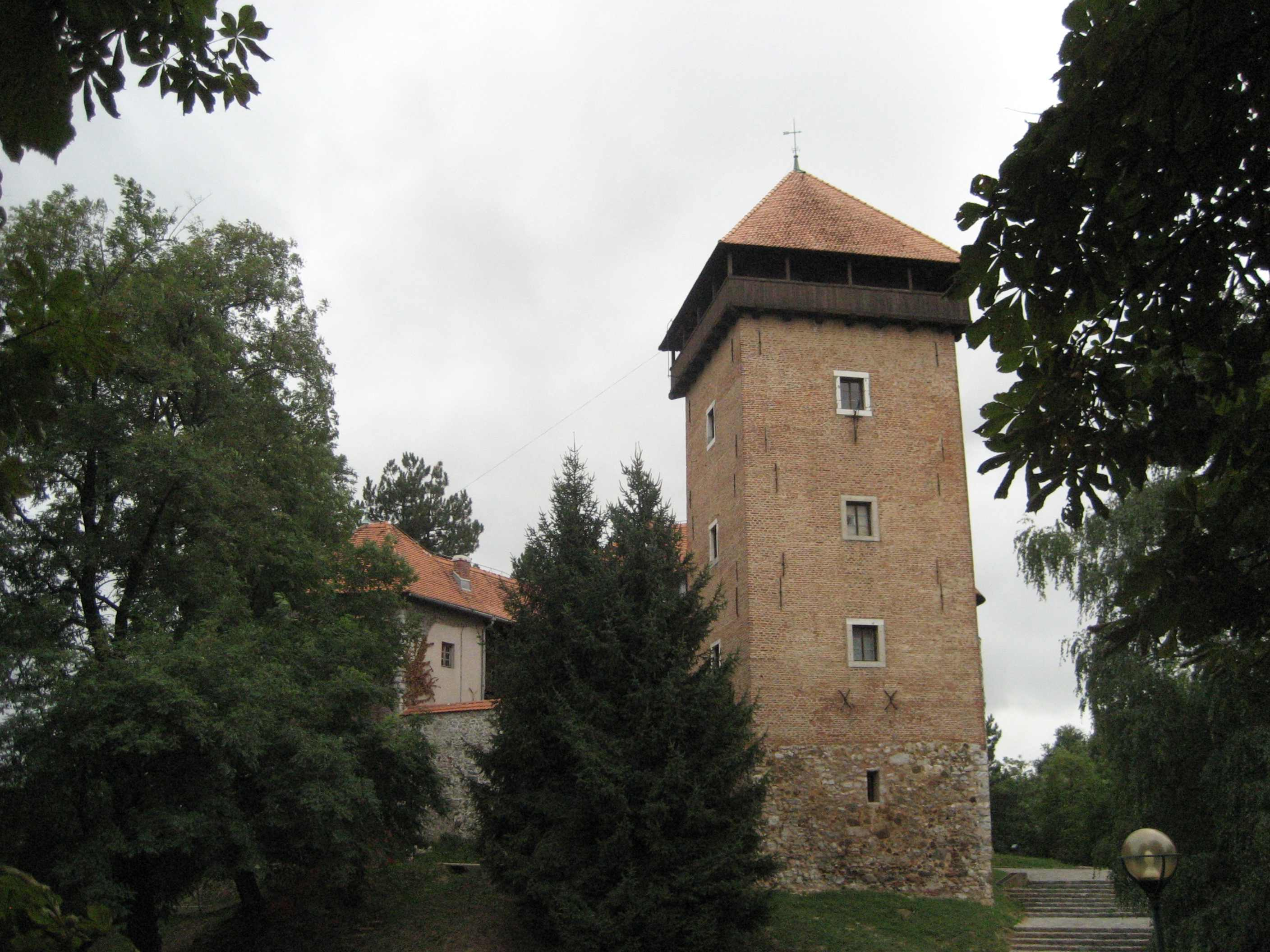
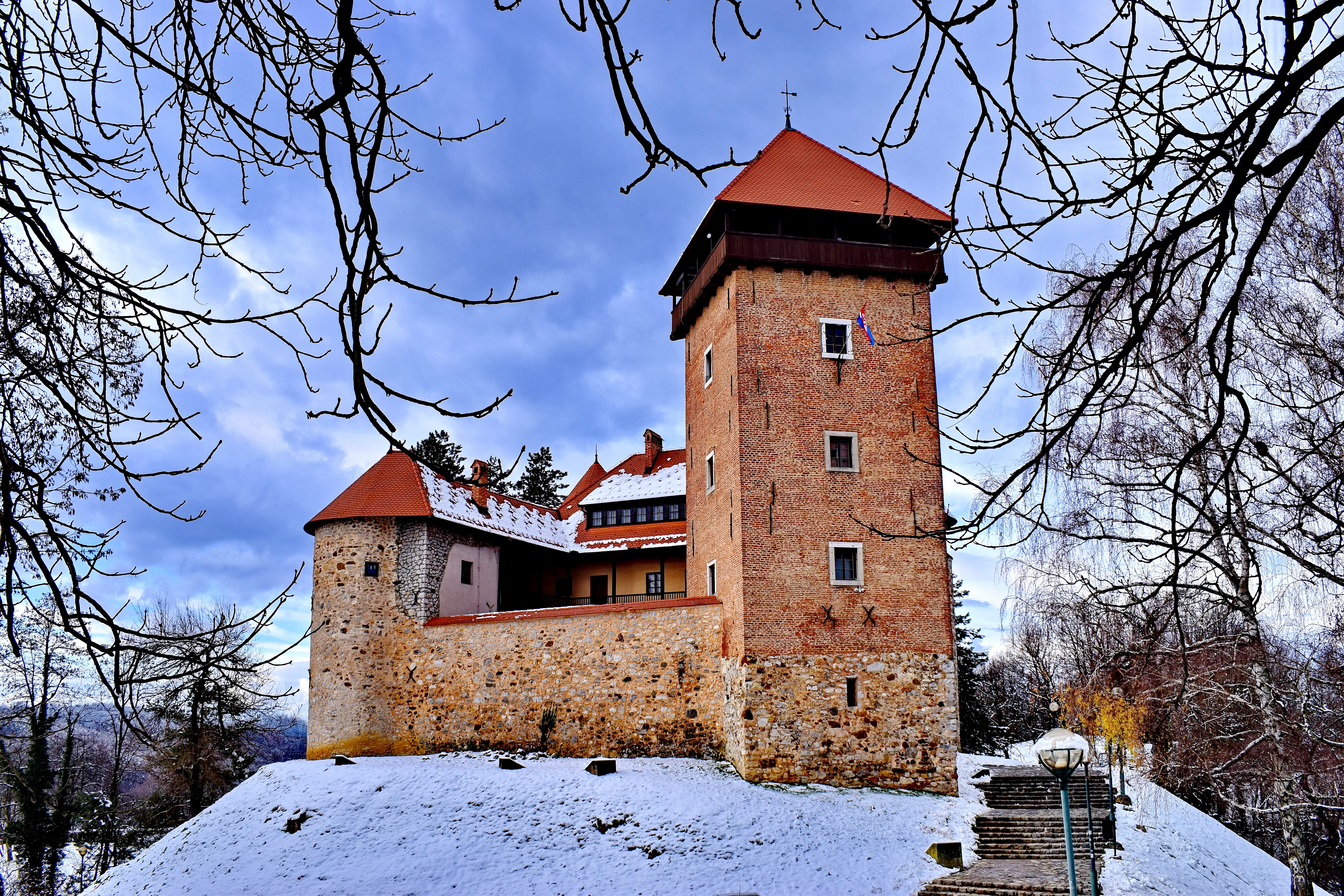

## Source
- (en) Cet article est partiellement ou en totalité issu de l’article de Wikipédia en anglais intitulé « Dubovac Castle » (voir la liste des auteurs).